# Шравана
Шра́вана (хинди श्रावण, IAST: śrāvaṇa), или саван (хинди सावन) — месяц индуистского календаря, в едином национальном календаре Индии шравана является пятым месяцем года, начинающимся 23 июля и заканчивающимся 22 августа. В нем 31 день.
В солнечных религиозных календарях месяц шравана начинается со вхождения Солнца в созвездие Рака.
5 числа светлой половины этого месяца (или в месяц ашадха) проводится Нагапанчами, один из ритуальных праздников в честь змей.
В полнолуние этого месяца (Шравана-пурнима) проводится Ракша-бандхан, праздник братьев и сестер.
Много индийских фильмов и песен содержат в своем названии этот месяц.